# 嗇色園主辦可風中學
嗇色園主辦可風中學（英語：Ho Fung College (Sponsored by Sik Sik Yuen)）是香港一所集儒、釋、道文化於一身的中學，辦學團體為嗇色園。學校創建於1974年，位於新界荃灣區上葵涌梨木樹和宜合道448號，鄰近梨木樹邨、城門水塘和城門隧道轉車站，主要以英語授課。此中學亦有不少的名人畢業生。

## 辦學理念
可風中學的辦學慈善團體嗇色園「普濟勸善」的精神，學校致力為學生提供優質教育。除了讓學生在學業上達致極高的水平，更重視學生的全面和均衡發展，令其品格、思維、能力、體魄和氣質風度均能兼善。

## 歷任校長
- 陳昌立先生（1974年－2002年）
- 凌健真先生（2002年－2005年）
- 伍瑞球先生（2005年－2012年）
- 蕭志新先生（2012年－2024年）
- 譚在能先生（2024年至今）

## 開設科目

### 初中課程
- 以中文授課：中文、中史、普通話、體育、視覺藝術、宗教
- 以英文授課：英文、數學、綜合科學（中一、二）、化學（中三）、物理（中三）、生物（中三）、地理、歷史、生活與社會、電腦與科技、音樂、科技與生活（中一、二）

### 高中課程
- 以中文授課：中文、公民及社會發展、中史、中國文學、經訓
- 以英文授課：英文、數學、數學附加部份（M1、M2）、化學、物理、生物、地理、歷史、經濟、企業會計與財務概論、資訊與通訊科技
- 常規課程以外選修科：音樂、視覺藝術、體育（文憑試）(暫已取消)、日文(丙類科目)

## 課外活動
超過40個學會和校隊，範疇涵蓋學術、藝術、體育、社會服務。

## 校歌

### 黃大仙頌
|  | 大哉黃仙 隱蹟赤松 叱石顯玄風 憫世危微 弘揚道宗 燃燈苦海中 大慈大願 濟凡庸 救無量瘝痌 育才興學 導致中庸 以正養童蒙 贊化育 與天同 一炁遍太空 威靈顯 恩澤隆 萬方沐聖功 |

## 香港傑出學生選舉
截至2024年(第39屆)，可風中學（嗇色園主辦）在香港傑出學生選舉共出產3名香港傑出學生。

## 著名校友

### 醫學界
- 陳燕萍：香港紅十字會醫護服務部主管
- 陳可鋒：放射科專科醫生
- 馬景榮：腎病科專科醫生

### 商界
- 許懷志：曾任金融管理局高級經理及主管，現任金管局助理總裁（外事）

### 政界及公共事業
莫桂藍: 香港前議員， 47人案人土
- 陳樂生：香港警務處高級警司
- 盧錦釧：廉政公署防止貪污處審查科總防貪主任
- 倪錫水：入境事務處前入境事務主任

### 教育界
- 邱家寶：港大牙醫學院榮譽臨床助理教授
- 周黎明：天主教鳴遠中學校長，此前曾任鄧鏡波學校校長
- 游子安：香港珠海學院中國文學系專任副教授[5]
- 葉德平：香港教育大學高級講師[6]、香港歷史文化研究會會長[7]
- 蕭源：前現代教育中文補習老師[8]，於 2018 年 6 月被起訴串謀考評局內部人士洩漏試題而離職[9]。
- 林溢欣：凝皓教育 創辦人，同為該校中文補習名師[10]
- 陳子瑛：遵理學校創校校長兼總校長 (約 1980 年中七畢業)
- 列志佳：前鄭植之中學校長
- 古美琪：香海正覺蓮社佛教黃藻森學校 （页面存档备份，存于）校長

### 演藝與傳播界
- 鄧鈞耀（Dawn）：香港組合Faith前成員
- 呂爵安（Edan）：香港男子組合MIRROR成員[11]
- 侯肇琪：前Now新聞台記者
- 林亦：Now新聞台記者
- 余采霖：ViuTV娛樂新聞記者
- 丘雨勤：前無綫電視擔任體育記者和主持，現任Now寬頻電視體育頻道now Sports體育節目主持和及評述[12]
- 何桂藍：前立場新聞記者
- 何爵天：香港電影導演，憑電影《正義迴廊》獲頒2022年度香港電影導演會年度大獎新晉導演及第41屆香港電影金像獎新晉導演
- 蔡舒文：全民造星4參賽者

### 體育界
- 吳家麒：香港甲一籃球員，曾效力滿貫、南青等球隊

## 電影電視拍攝場地
- 無綫電視1980年代校園劇《中四丁班》，演員包括吳啟華、王書麒、陳敏兒、李克勤、張衛健、任達華、莊靜而等。
- 香港電台劇集《完全學生手冊》，演員包括謝霆鋒、黃浩然、黃翠如等。
- 呂爵安歌曲《E先生連環不幸事件》MV拍攝場地。

## 外部連結
- 嗇色園官方網站 （页面存档备份，存于）

22°22′49″N 114°08′06″E / 22.380255°N 114.1350959°E